# 90482 Orcus
A 90482 Orcus egy Neptunuszon túli égitest, a Kuiper-övben található törpebolygó. Egyetlen holdja ismert, mely a Vanth nevet viseli.

## Felfedezése
2004. február 17-én fedezte fel a pasadenai Kaliforniai Műszaki Intézetben (Caltech) a Michael E. Brown által vezetett csillagász csapat. Később kiderült, hogy az égitestet már 1951. november 8-án egyszer megfigyelték. Ennek figyelembe vételével pontosabban kiszámíthatták a pályáját. Azóta már olyan távcsövekkel is kutatták, mint például a Hubble, a Herschel és a Spitzer űrteleszkópok, valamint földi távcsövekkel is. 2017 decemberéig 542 megfigyelést végeztek. A felfedezők névként az Orcust javasolták, az alvilág egyik római istenét. Ezt a javaslatot a Nemzetközi Csillagászati Unió hivatalosan 2004. november 22-én fogadta el.
A Quaoart, valamint az Eris és Makemake törpebolygókat szintén Mike Brown és Chad Trujillo csillagászok fedezték fel.

### Pályája
Az Orcus keringési ideje 247 év és 3,5 hónap. Pályájának perihéliuma 30,73 csillagászati egység (CSE), aphéliuma pedig 48,07 CSE. Legutóbb 1895 közepén közelítette meg legjobban a Napot.
Az Orcus 2: 3 arányú orbitális rezonanciája van a Neptunusszal, ennek periódusa 245 év, emiatt keringési pályájának alakja igen érdekes, emellett mérsékelten dőlt, 20,6 fokot zár be az ekliptika irányával. Az Orcus pályája hasonló a Pluto pályájához (mindkettő perihéliuma az ekliptika feletti), de eltérően van orientálva. Bár az egy ponton megközelíti a Neptunusz pályáját, a két test közötti rezonancia azt jelenti, hogy maga az Orcus mindig nagy távolságra van a Neptunusztól (közöttük mindig 60 fokot meghaladó szögtávolság van). Több mint 14 000 éves időszak alatt az Orcus több mint 18 CSE-re tartózkodik a Neptunusztól. Mivel a kölcsönös rezonancia arra kényszeríti az Orcust és a Plutót, hogy egyébként nagyon hasonló mozgásaik ellenkező szakaszaiban maradjanak, így az Orcusot néha „anti-Plútónak” is nevezik. Az Orcus legutóbb 2019-ben érte el az aphéliumát , és körülbelül 2143-ban éri el a perihéliumot, azaz ekkor lesz a Naphoz a legközelebb. A Deep Ecliptic Survey által végzett szimulációk azt mutatják, hogy az Orcus a következő 10 millió évben 27,8 CSE perihélium-távolságot (qmin) szerezhet.

### Mérete

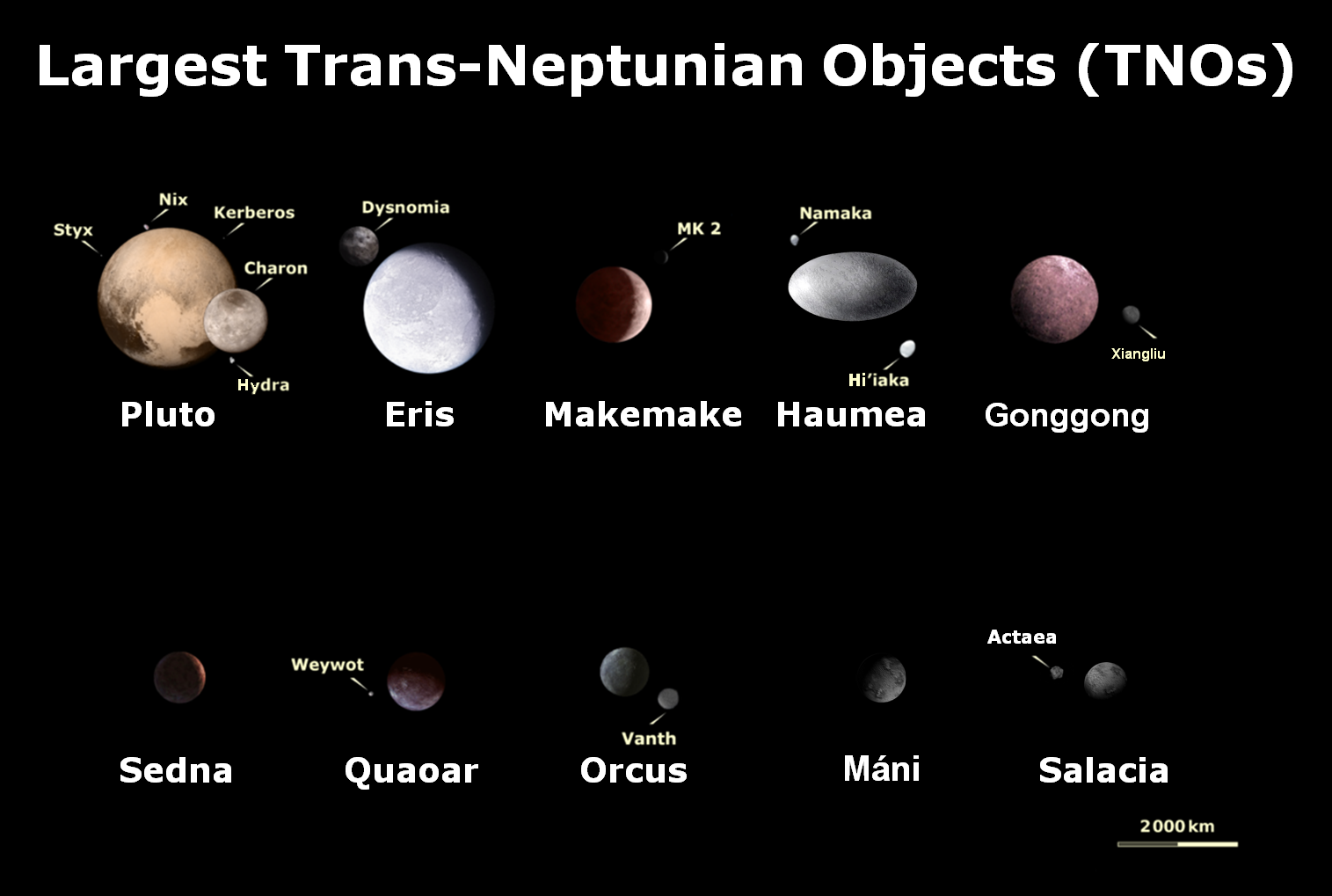
Az Orcus méretének összehasonlítása más törpebolygókkal és égitestekkel

A 2013-ban a Herschel és Spitzer űrtávcsővel végzett vizsgálatokból arra következtetnek, hogy az Orcus átmérője 917 ± 25 km, míg holdját, a Vanth-ot 276 ± 17 km átmérőjűre becsülik. Pontosabb mérés még nem volt lehetséges. Az Orcus valószínűleg a törpebolygók osztályába tartozik, valószínűleg csak valamivel kisebb, mint a Ceres törpebolygó, amelynek átmérője 975 km. Tudósok szerint a  hidrosztatikus egyensúly miatt közel gömb alakú (Maclaurin ellipszoid) alakú. A Orcus-Vanth rendszer teljes tömegét 6,41 ± 0,19⋅1020 kg-ra becsülik.

### Holdja
2007 februárjában a Mike Brown vezette kutatócsapat bejelentette, hogy 2005-ös felvételek alapján felfedeztek egy holdat az Orcus körül. Az S/2005 (90482) 1. jelölésű égitest végül a Vanth nevet kapta, ami egy mitologikus alvilági démon nevéből ered. Az Orcus–Vanth-rendszer egy 2016-os térbeli felbontású szubmilliméteres leképezése azt mutatta, hogy a Vanth viszonylag nagy méretű, mintegy 475 km ± 75 km átmérőjű.

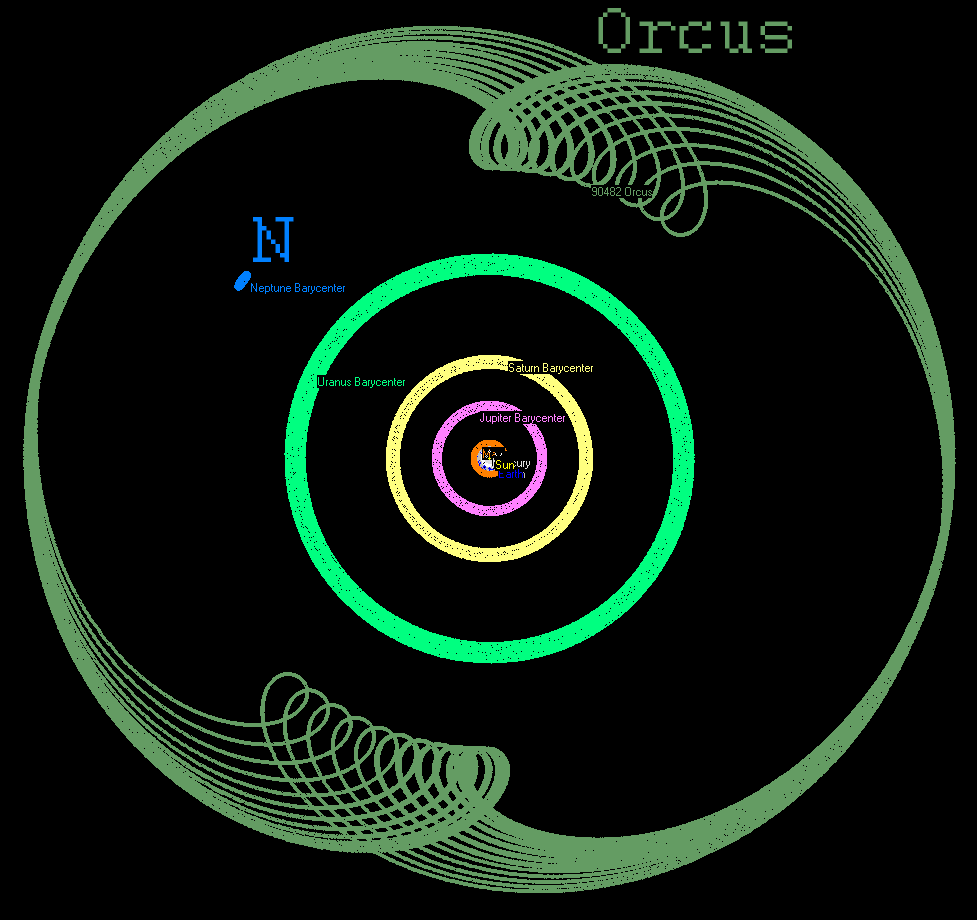
Az Orcus keringési pályája

## Fordítás
- Ez a szócikk részben vagy egészben  a(z)   90482 Orcus című angol Wikipédia-szócikk ezen változatának fordításán alapul.  Az eredeti cikk szerkesztőit annak laptörténete sorolja fel. Ez a jelzés csupán a megfogalmazás eredetét és a szerzői jogokat jelzi, nem szolgál a cikkben szereplő információk forrásmegjelöléseként.